# 齿叶枇杷
齿叶枇杷（学名：Eriobotrya serrata）为蔷薇科枇杷属的植物。分布于老挝以及中国大陆的广西、云南等地，生长于海拔1,080米至1,900米的地区，见于山坡林中，目前尚未由人工引种栽培。